# Kay Brown
Kay Brown (1932-2012) est une auteure et artiste afro-américaine. Elle est aussi la première femme à avoir été membre du Weusi Artist Collective, un collectif basé à Harlem dans les années 1960 et 1970. Le collectif artistique Weusi, du mot Swahili signifiant « noirceur », a été fondé en 1965 ; il est initialement composé exclusivement d'hommes. Le fait d'être la seule femme de ce collectif l'a poussée à développer des moyens de diffusion des artistes féminines noires sous-représentées. Elle est largement reconnue pour avoir été l'une des fondatrices du collectif de femmes noires Where We At à New-York. Le travail de Brown est connu pour sa mise en avant des problématiques liées à la communauté noire dans son entièreté à travers des collages et des impressions de médias mixtes. Il figure au sein de l'exposition We Wanted a Revolution au Brooklyn Museum en 2017, dirigée par Rujeko Hockley et Catherine Morris.

## Carrière
Au printemps 1971, Kay Brown s'associe avec l'artiste textile Dindga McCannon pour fonder le collectif Where We At Black Woman Artists, Inc. Les sujets traités par ce collectif sous forme d'expressions artistiques incluaient des problématiques contemporaines telle que la relation « femme noire/homme noir », les traditions africaines, ou encore l'entité de la « famille noire ». En 1972, elle est incluse dans Some Living American Women Artists, un collage féministe de Mary Beth Edelson.
Brown a également écrit un roman pour jeunes adultes intitulé Willy's Summer Dream qui est en 1989. Elle est l'autrice de deux autres romans publiés, mais son œuvre a plus connue est demeurée Willy's Summer Dream, dont l'histoire est inspirée par la vie de son fils unique. Son fils figure aussi comme inspiration pour sa gravure intitulée Black Mother and Male Child.
Brown était membre de l'établissement d'enseignement supérieur Medgar Evers College et professeure adjointe au Anne Arundel Community College de 1989 à 1990.
Les classeurs verticaux de Kay Brown se trouvent dans la collection Evans-Tibbs de la National Gallery of Art Library. Son portrait figure dans l'affiche emblématique de 1972 Some Living American Women Artists de Mary Beth Edelson.